# Crișana
Crișana (en húngaro: Körösvidék, en alemán Kreischgebiet) es una de las regiones históricas de Rumania, que recibe el nombre de los tres afluentes del río Criş (hun: Körös) que atraviesa el territorio: el Crişul Alb, el Crişul Negru y el Crişul Repede.
Sus límites son: al oeste el río Tisza, al sur el río Mureş, al este los Montes Apuseni y al norte el río Someş.
Perteneció a Hungría desde antes de su fundación como reino en el año 1000 hasta 1920 con el tratado de Trianon, cuando el 70% del territorio húngaro fue otorgado a los Estados circundantes.
Actualmente se compone de:
En Rumania, comprende el distrito de Bihor, y parte de los distritos de Arad (su mayor parte), y algunas partes de los distritos de Sălaj, Satu Mare y Hunedoara.
En Hungría, parte de Los distritos de Hajdú-Bihar con Debrecen ("Biharia" en rumano) y Békés ("Bichiș" en rumano).
Su capital histórica es Oradea (Nagyvárad). Otras ciudades importantes en Rumania son Arad, Salonta, Marghita, Beiuș, Zalău, Șimleu Silvaniei, Ineu, Bran, Tășnad.

## Etimología
El antiguo nombre de Cris era Chrisola, que parece estar relacionado con Χρισός: "dorado" en griego, debido a las partículas de oro provenientes de las montañas Apuseni.

## Geografía
Está situada entre los ríos Mures, Somes, Tisa y las cumbres de los Montes Apuseni. Formó parte del Partium

## Hidrografía
Los principales ríos de la región son 
Crișul Alb
Crișul Negru
Crișul Repede
Barcau
Mureș

## Historia
Se menciona a Menumorut en una crónica anónima dirigida al rey húngaro Béla III como gobernante de los territorios entre los ríos Tisza, Mureș, y los Montes Apusenii Munții Apuseni.